# Mihailo Stevanovic
Mihailo Stevanovic (* 4. Januar 2002 in Liestal) ist ein schweizerisch-serbischer Fussballspieler.

## Karriere

### Verein
Stevanovic begann seine Laufbahn 2009 in der Jugend des FC Basel (FCB). Im Januar 2020 erhielt er einen bis 2022 gültigen Profivertrag beim FCB. Am 3. August desselben Jahres, dem 36. Spieltag der Saison 2019/20, gab er beim 0:0 gegen den FC Luzern sein Debüt für die erste Mannschaft in der erstklassigen Super League, als er in der 82. Minute für Yannick Marchand eingewechselt wurde. Dies blieb sein einziger Einsatz in dieser Spielzeit. Zur folgenden Saison 2020/21 wurde er in das Kader der zweiten Mannschaft befördert. In den folgenden beiden Jahren bestritt er dort insgesamt 37 Partien in der Promotion League, fand jedoch keine Berücksichtigung bei der Profimannschaft des Vereins. Im Sommer 2022 schloss sich Stevanovic daraufhin der zweiten Mannschaft des FC Luzern an, die ebenfalls in der Promotion League antrat. Dort wurde er in der anschließenden Saison 2022/23 mit 15 Toren in 27 Einsätzen als zentraler Mittelfeldspieler bester Torschütze der Mannschaft. In der Schlussphase der Saison gehörte er zudem an den letzten vier Spieltagen jeweils dem Kader der Profimannschaft in der Super League an und kam dabei einmal zum Einsatz. Im Sommer 2023 verpflichtete ihn der Superligist FC St. Gallen.

### Nationalmannschaft
Stevanovic spielte zwischen 2016 und 2019 insgesamt 17-mal für Schweizer U-Nationalmannschaften, wobei er zwei Tore erzielte.